# La constante
"La constante" (en inglés, "The Constant") es el quinto episodio de la cuarta temporada de la serie Lost, de la cadena de televisión ABC. El episodio está escrito por el cocreador de la serie, Damon Lindelof, y por el productor ejecutivo Carlton Cuse, y fue dirigido por Jack Bender. Se emitió originalmente el 28 de febrero de 2008 en Estados Unidos y Canadá.
En este episodio, Desmond Hume (protagonizado por Henry Ian Cusick) y Sayid Jarrah (protagonizado por Naveen Andrews) se dirigen hacia el carguero, y en el viaje hay turbulencias, que causan que la conciencia de Desmond de 1996 se apodere de su cuerpo presente (2004). El episodio se enfoca en los viajes de Desmond, y encontrar la manera de evitarlos.
Este episodio ha recibido una muy buena crítica en general, al punto de que muchos fanes lo consideran el mejor de la serie. Incluso Carlton Cuse y Damon Lindelof han expresado que este es su episodio favorito de Lost.

## Trama
Siguiendo los acontecimientos del episodio "El Economista", Sayid Jarrah (Naveen Andrews), Desmond Hume (Henry Ian Cusick) y Frank Lapidus (Jeff Fahey) vuelan al carguero Kahana desde la isla, en el helicóptero. Mientras se acercan a unas nubes de tormenta, Desmond aprecia la fotografía de Penelope Widmore y él. Sayid le pregunta a Frank por qué vuelan directamente hacia la tormenta, pero este último sólo menciona que ha seguido las indicaciones del viaje hechas por Daniel Faraday. Mientras atraviesan las nubes, el helicóptero comienza a sufrir turbulencias, y Frank advierte que se sujeten. Cuando Desmond lo hace, despierta ocho años atrás (1996), en el ejército. Desorientado, se levanta de su cama con unos segundos de retraso, pues el sargento los ha hecho levantar a todos. Cuando el sargento le pregunta por qué ha tardado en levantarse, Desmond responde que tuvo un sueño en el cual volaba en helicóptero. Como penitencia, todos los soldados deben hacer los ejercicios matutinos el doble de tiempo.
Mientras hacen los ejercicios bajo una lluvia fuerte, Desmond le menciona a un soldado compañero que nunca había tenido un sueño tan vívido. El sargento se acerca y le grita si es que le ha preguntado algo, y en ese momento la conciencia de Desmond regresa al presente (2004), mientras se siguen desplazando en helicóptero. Se altera por aparecer súbitamente ahí, y trata de soltarse los cinturones. Cuando Sayid le pregunta qué está haciendo, Desmond no lo reconoce.

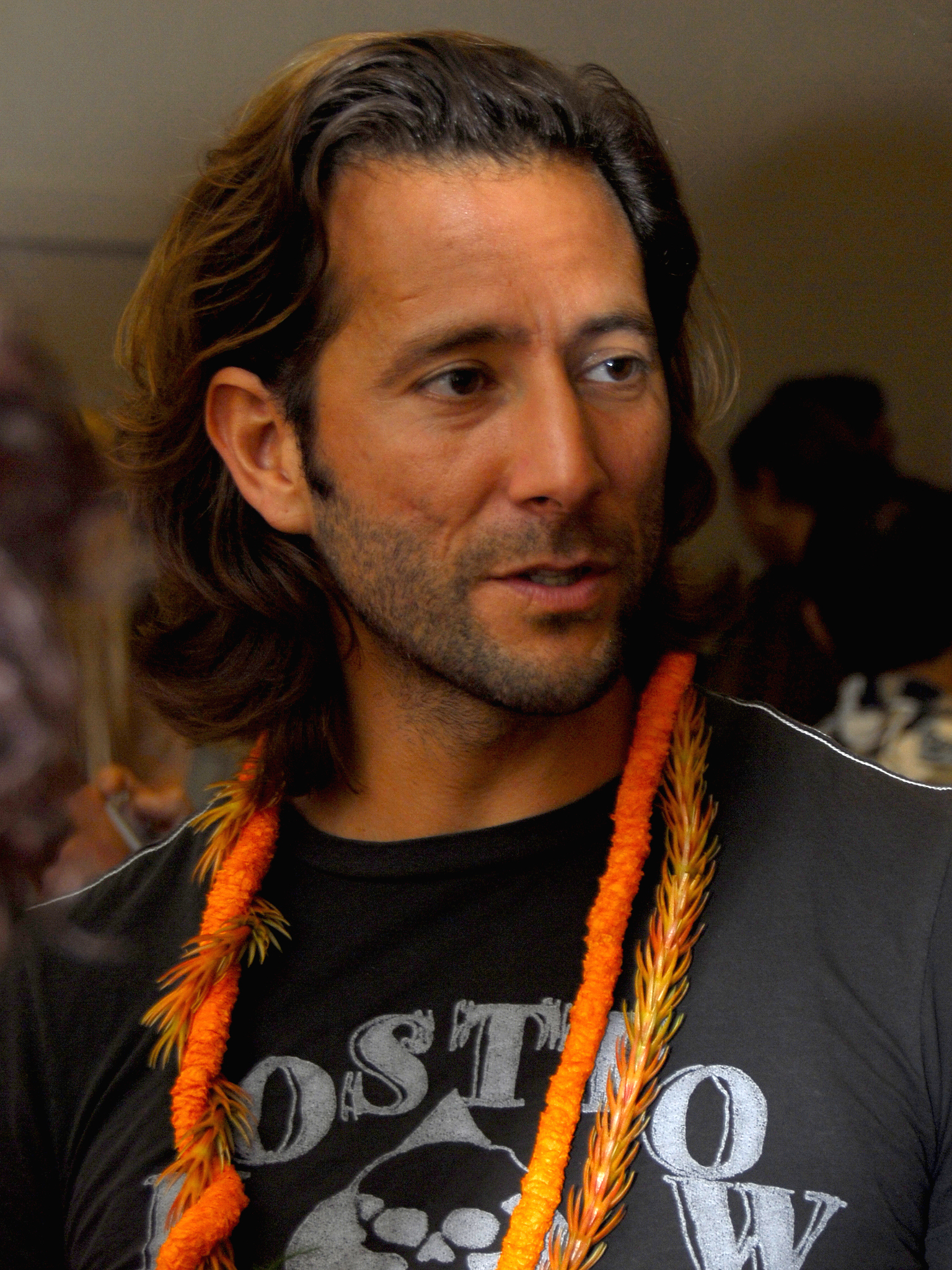
Henry Ian Cusick protagoniza a Desmond Hume, cuya conciencia comienza a saltar entre 1996 y 2004 en este episodio.

En la isla, siguiendo los eventos de "Eggtown", Jack Shephard (Matthew Fox) menciona que ha pasado un día desde que Sayid y Desmond se fueron en el helicóptero, y no han tenido noticias aún de ellos. Juliet Burke (Elizabeth Mitchell) menciona que debería haberles tomado alrededor de veinte minutos llegar allá. Daniel Faraday (Jeremy Davies) menciona que, sin embargo, "su percepción de cuánto tiempo ha pasado desde que sus amigos se fueron no coincide con el tiempo que realmente ha pasado". Dice que no habrá problemas mientras Frank siga la ruta dibujada. Si no, podría haber "efectos secundarios".
En el helicóptero, Desmond está descontrolado, sin reconocer ni a Frank ni a Sayid. Frank anuncia que llegarán al carguero en dos minutos. Mientras lo hacen, Desmond mira la fotografía de Penelope. Al llegar al carguero, son recibidos por Martin Keamy (Kevin Durand), quien nota el comportamiento de Desmond. Este último menciona que no debería estar allí, que nada de eso es real. Keamy le propone a Sayid llevarlo donde el doctor del carguero. Desmond, sin embargo, se opone, pero su conciencia regresa ocho años al pasado. El sargento le ordena a él y a los demás soldados correr bajo la lluvia. Un compañero le pregunta que qué le ocurre, y Desmond cuenta que en la mañana, "se fue" y apareció en un barco, pero que luego "regresó". Su compañero le pregunta si reconoció a alguien, y Desmond recuerda la fotografía de Penelope. Corre hacia una cabina telefónica, pero es golpeado por otro soldado por la penitencia de la mañana. Cuando va a recoger sus monedas del suelo, la conciencia de Desmond regresa al presente. Keamy lo lleva hacia la enfermería del carguero. En ella, Desmond encuentra a un hombre atado a una cama (Fisher Stevens), que dice que le está ocurriendo lo mismo que a Desmond.
Afuera, Sayid le pide el teléfono a Frank, y llama a Jack. Le dice que Desmond no reconoce a nadie, ni sabe dónde está. Daniel pregunta si Desmond ha estado sometido a grandes cantidades de electromagnetismo. Cuando nadie sabe responder, Daniel dice que al salir y entrar a la isla, la gente puede quedar confundida. En la enfermería, el doctor llega y le inyecta algo al hombre atado a la cama, cuya conciencia parece irse y venir, como la de Desmond. El doctor le pregunta a Desmond qué es lo último que recuerda, y la conciencia de Desmond regresa ocho años atrás. Desmond se calma y entra la cabina telefónica, donde llama a Penelope (Sonya Walger). Le menciona que está confundido, pero ella no quiere hablar con él y le cuelga. La conciencia de Desmond regresa a 2004, donde Sayid y Frank entran a la enfermería. Sayid le entrega el teléfono a Desmond para que hable con Faraday. Este le pregunta a Desmond qué año cree que es, y Desmond responde que es 1996, y que debería estar en el ejército escocés. Daniel le dice que la próxima vez que su conciencia regrese a 1996, tome un tren y vaya a Oxford, y que encuentre al Daniel Faraday de ese año.
Daniel toma su diario, y le dice a Desmond a través del teléfono, leyendo, que le diga a sí mismo que ponga el aparato en 2.342 y que oscile a 11 hercios. Por si acaso él no le cree a Desmond, le dice que le diga a sí mismo que sabe acerca de "Eloise". La conciencia de Desmond regresa a 1996, y parte hacia Oxford. En ella encuentra un joven Daniel Faraday, y le dice que cree estar viajando en el tiempo. Al no creerle, le menciona los datos que él le dijo en el futuro. Daniel se sorprende, pero no le cree del todo, hasta que Desmond le dice acerca de "Eloise". Daniel se lo lleva a un laboratorio de experimentos de viajes temporales, donde dice que si él en el futuro mandó a Desmond, él en el futuro debe recordar haber conocido a Desmond en 1996. Desmond dice que, sin embargo, no es así, y que posiblemente Daniel "lo olvidó". Daniel descarta esa idea. Desmond pregunta si entonces sus acciones están cambiando el futuro, y Daniel responde que "no puedes cambiar el futuro". Este entonces le presenta a Eloise: un ratón. Lo pone en un gran laberinto de madera, e ingresa los números que Desmond le dijo en una máquina. Pone la máquina encima del ratón, el cual hace que este pierda la conciencia unos segundos, pero luego reacciona, y atraviesa el laberinto rápidamente, al primer intento. Daniel se alegra, y cuando Desmond le pregunta por qué, Daniel responde que no le enseñaría a Eloise a cruzar el laberinto hasta dentro de una hora. Explica que su máquina mandó la conciencia de Eloise al futuro. Desmond pregunta en qué le ayuda eso a él, pero Faraday dice que pensaba que Desmond lo iba a ayudar a él a terminar sus experimentos. Desmond le dice que no, que lo único que sabe es que Daniel llegará a una isla. Daniel pregunta por qué habría de hacerlo, y la conciencia de Desmond regresa a 2004.
En la enfermería, le quitan el teléfono a Desmond y lo encierran ahí con Sayid y el hombre en la cama, que se identifica como George Mikowsky, el oficial de comunicaciones. Le dice a Desmond que varias veces Penelope llamó al barco, pero que tenían órdenes de nunca contestar. La conciencia de Desmond vuelve a 1996, al laboratorio de Faraday. Daniel le dice que sus viajes están haciéndose más frecuentes. Desmond nota que Eloise ha muerto, y Faraday dice que el cerebro de ella "tuvo un cortocircuito", porque su conciencia comenzó a viajar frecuentemente entre los dos tiempos. Desmond teme que esto también le ocurra a él, pero Daniel dice que para detener los viajes, debe tener un "ancla" en ambos tiempos: una "constante", algo que sea familiar en los dos tiempos. Desmond pregunta si una persona puede ser una constante, y Daniel dice que sí, pero que debe contactar con ella. Desmond llama a Penelope, que establece como su "constante", pero se da cuenta de que su teléfono ha sido cortado. Desmond sale del laboratorio, pero su conciencia viaja a 2004 otra vez. En este año, le dice a Sayid que debe llamar a Penelope, pero Mikowsky le dice que sabotearon todas sus comunicaciones unos días atrás. Sin embargo, les dice que los llevará al cuarto de radio. Sayid pregunta cómo saldrán de la enfermería, y notan que la puerta está abierta. Mikowsky dice que deben tener un amigo en el barco. Al irse, Desmond nota que la nariz de Mikowsky está sangrando, y la conciencia de Desmond retorna a 1996.

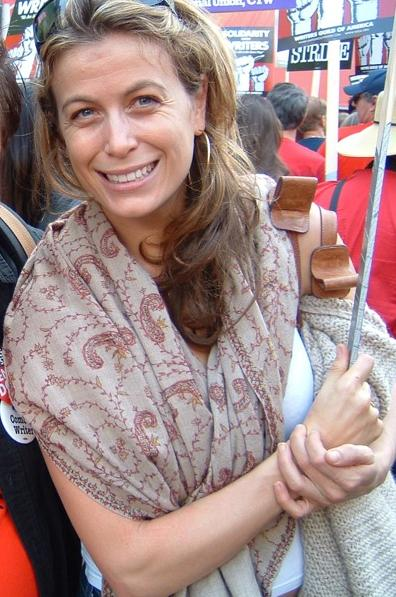
Sonya Walger interpreta a Penelope Widmore, la "constante" de Desmond.

Desmond despierta y llega a una subasta del diario del capitán de The Black Rock, el barco que se encuentra en medio de la isla. El diario es comprado por Charles Widmore (Alan Dale). Desmond exige verlo, y Widmore acepta. En el baño, Desmond le dice que debe ver a Penelope, y Widmore le da su dirección, para que le diga a Desmond cuánto lo odia. Widmore se va, y al querer cerrar una llave del baño, la conciencia de Desmond regresa al presente. Mikowsky le dice a Desmond que lo entiende, que cada vez son más difíciles y comunes los viajes. Desmond le pregunta cómo le pasó eso a él, y Mikowsky cuenta que él y un compañero de la tripulación se acercaron a la isla en un bote, pero su compañero se comenzó a comportar extrañamente y volvieron. Su compañero murió después de esto. Llegan a la sala de radio, donde Sayid trata de arreglar la radio. La conciencia de Mikowsky se va y este se desmaya. Sayid le pregunta a Desmond si sabe el número de Penelope, y Desmond dice que no. Desmond ve un calendario, y observa que es 2004. Mikowsky reacciona, y dice que "no puede volver", tras lo cual muere de una aneurisma cerebral. Cuando Sayid le pregunta qué le ocurrió, Desmond dice que es lo que le va a ocurrir a él. 
La conciencia de Desmond regresa a 1996, y toma la dirección anotada por Widmore. Va al departamento de Penelope, la cual no lo quiere ver. Desmond le dice que la quería llamar pero su teléfono ya no sirve, y ella dice que es porque se mudó. Él le dice que necesita que lo escuche, y Penelope acepta. Él entra al departamento, y le dice que en el año 2004, la va a tener que llamar, por eso necesita su número de teléfono. Ella no entiende, pero él se lo ruega. Ella le da el número y él le pide que no lo cambie en ocho años. Su conciencia retorna a 2004, donde le dicta inmediatamente el número a Sayid. Este dice que no queda mucha batería, y que espera que Penelope conteste. En 1996, la conciencia de Desmond se mantiene, mientras se va alejando del departamento. En 2004, Penelope contesta, y la conciencia de Desmond se mantiene allí también, terminando los viajes temporales. Penelope le dice que lo ha estado buscando, y que sabe de la isla. Desmond comienza a recordar todo, y se dicen mutuamente que se aman, y que pronto se encontrarán. La batería del teléfono se acaba, y le agradece a Sayid. Cuando este le pregunta si Desmond ya está bien, él dice que está "perfecto".
En la isla, Daniel Faraday observa las hojas de su diario. En una de ellas, encuentra anotado algo por él, y se queda atónito: "Si algo sale mal, Desmond Hume será mi constante".